# Barbara Krupp

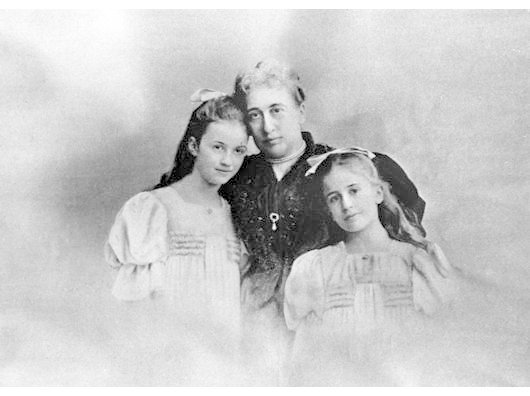
Barbara (links) mit ihrer Mutter Margarethe und ihrer Schwester Bertha

Barbara und Tilo von Wilmowsky, um 1907

Barbara Krupp, verheiratete von Wilmowsky (geboren 25. September 1887 in Essen; gestorben 30. September 1972 in Essen-Bredeney) war als zweite Tochter von Friedrich Alfred Krupp ein Mitglied der Industriellenfamilie Krupp.

## Leben
Barbara Krupp war die jüngere Tochter des Essener Industriellen Friedrich Alfred Krupp und der Margarethe Krupp, geborene Freiin von Ende, und Schwester der späteren Alleinerbin des Kruppkonzerns Bertha Krupp. Barbara verbrachte ihre Jugend auf der von ihrem Großvater, dem Stahlindustriellen Alfred Krupp, erbauten Villa Hügel in Essen. Sie besaß damals kurzzeitig minor das Rittergut Jahnkow nahe dem vorpommerschen Grimmen.
Am 7. Mai 1907 heiratete Barbara Krupp in der Villa Hügel Tilo Freiherr von Wilmowsky, einen Verwaltungsjuristen und Sohn des Oberpräsidenten der Provinz Schleswig-Holstein und ehemaligen Chefs der Reichskanzlei Kurt von Wilmowsky. Aus der Ehe gingen sechs Kinder hervor: Ursula (1908–1975), Friedrich (1911–1988), Renate (* 1914), Kurt (1916–1940, im Krieg gefallen), Brigitte (1918–2006) und Reinhild (1925–2011).
Die Familie von Wilmowski lebte auf Schloß Marienthal in der Nähe von Eckartsberga in der Provinz Sachsen, dem Landgut der von Wilmowskys, das seit 1893 im Besitz der Familie war und 1910 durch den Architekten Paul Schultze-Naumburg umgebaut wurde. Tilo bewirtschaftete das Gut, war Vorsitzender des Landbundes und unter anderem Mitglied im Provinziallandtag der Provinz Sachsen.
Nach dem Attentat auf Hitler am 20. Juli 1944 wurden Barbara und Tilo von Wilmowsky von der Gestapo aufgrund von privaten und geschäftlichen Kontakten zu tatsächlichen oder vermeintlichen „Mitverschwörern“, wie Carl Goerdeler, Johannes Popitz, Ulrich von Hassell und Ewald Löser, getrennt voneinander verhaftet und angeklagt. Barbara kam ins Frauengefängnis Halle. Eine Hausangestellte hatte die Aussage gemacht, Barbara habe am 17. Juli, also wenige Tage vor dem Attentat, gesagt: „Wenn Hitler morgen stirbt, freut sich ganz Deutschland“. Diese Aussage wurde jedoch widerrufen. Offensichtlich war der Einfluss von Alfried Krupp von Bohlen und Halbach noch ausreichend, um in ihrem Fall die Nazi-Justiz zu stoppen. Sie wurde vor Weihnachten entlassen und in dem Prozess wegen Wehrkraftzersetzung im Januar 1945 freigesprochen. Auch ihrem Ehemann Tilo konnte keine direkte Beteiligung am Attentat nachgewiesen werden. Dennoch wurde er ins KZ Ravensbrück überstellt. Er überlebte den Todesmarsch von dort nach Schwerin.

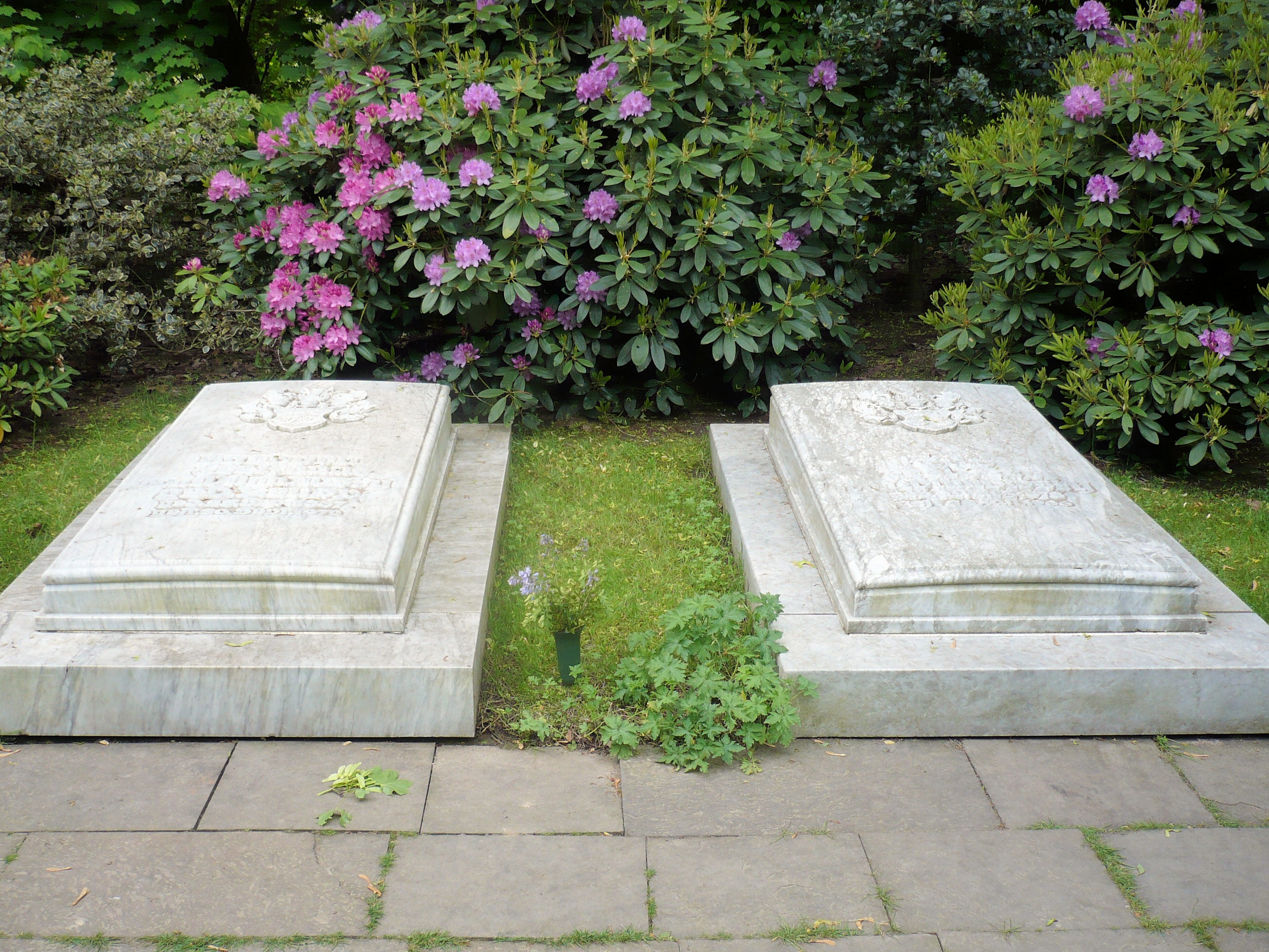
Grab auf dem Friedhof Bredeney in Essen

Nach Kriegsende versuchte das Ehepaar zunächst das Gut Marienthal zu halten, nachdem aber die Region von den Amerikanern an die sowjetische Besatzung übergeben wurde, stieg der politische Druck enorm an, sodass sie im Zuge der Bodenreform aufgrund der Größe des landwirtschaftlichen Gutes von über 100 Hektar enteignet und vertrieben wurden. Sie kamen zunächst im Waldgut Buchenau bei Bad Hersfeld unter. Später lebten sie in einem großzügig umgebauten ehemaligen Torhüterhaus auf dem Hügelpark in Essen. Barbara war die letzte Krupp und das letzte Familienmitglied, das auf dem inzwischen der Öffentlichkeit zugänglichen Areal der Villa Hügel lebte.
Barbaras Ehemann hatte bis 1943 einen Aufsichtsratsposten bei der Friedrich Krupp AG inne und gehörte auch nach dem Krieg dem Krupp-Direktorium an. Bis zu seinem Tode hatte er einen Sitz im Familienrat. Barbara Krupp wurde auf dem Familienfriedhof der Familie Krupp in Essen-Bredeney beigesetzt.

## Ehrungen
In Magdeburg befand sich das Friedrich Krupp AG Grusonwerk, so dass dort 1911 die Barbarastraße nach ihr benannt worden war (heute: Louis-Braille-Straße).

## Enkelin
Barbara von Wilmowskys Enkelin Barbara Rogers hat sich im Jahr 2001 an einem Projekt beteiligt, in dem sie über die Nachwirkungen der Lebenslügen in der Familie Krupp über  Zwangsarbeit und Holocaust reflektierte.